# Arena Football League
Arena Football League (AFL) – nieistniejąca już zawodowa liga futbolu amerykańskiego na sali (Arena Football), powstała w 1987 roku. Liga ze względu na kryzys gospodarczy nie rozegrała sezonu 2009 i wznowiła działalność z częściowo nowymi drużynami w 2010 roku. W listopadzie 2019 roku AFL ogłosiła bankructwo.

## System rozgrywek
Po zakończeniu sezonu zasadniczego rozgrywane są play-offy. Najpierw rozgrywa się mecze Wild Card. Zwycięskie cztery zespoły przechodzą do Divisional Playoffs, gdzie rozgrywa się kolejne cztery mecze, których zwycięzcy przechodzą do Conference Championship (półfinał ArenaBowl). Zwycięzcy dwóch meczów półfinału przechodzą do finału ArenaBowl.

## Drużyny
| Drużyna                  | Miasto            | Arena              | Data założenia |
| ------------------------ | ----------------- | ------------------ | -------------- |
| Albany Empire            | Albany, NY        | Times Union Center | 2018           |
| Atlantic City Blackjacks | Atlantic City, NJ | Boardwalk Hall     | 2017           |
| Baltimore Brigade        | Baltimore, MD     | Royal Farms Arena  | 2019           |
| Columbus Destroyers      | Columbus, OH      | Nationwide Arena   | 1999           |
| Philadelphia Soul        | Filadelfia        | Wells Fargo Center | 2004           |
| Washington Valor         | Waszyngton        | Capital One Arena  | 2016           |